# AREX
La linea AREX (ufficialmente denominata A'REX, o AiRport EXpress) è una linea del servizio ferroviario suburbano di Seul, in Corea del Sud. Si tratta del primo collegamento diretto fra il centro cittadino e i due aeroporti internazionali di Gimpo e Incheon. 
Il collegamento fra l'Aeroporto Internazionale di Seul-Incheon e l'Aeroporto Internazionale di Seul-Gimpo è stato avviato nel 2007,il collegamento fra quest'ultimo e la stazione di Seul è stato inaugurato il 29 dicembre 2010 mentre il prolungamento fino al terminal 2 dell'aeroporto di Incheon è stato inaugurato nel 2018.

## Collegamenti
Fra l'Incheon e la stazione centrale sono offerti nei giorni feriali fino a 12 collegamenti all'ora, di cui due di tipo espresso (ogni mezzora). I collegamenti espressi sono effettuati con treni EMU2000 con sedili a configurazione 2+2, mentre gli altri collegamenti per i pendolari lungo la linea utilizzano i treni EMU1000, dall'aspetto interno di un convoglio metropolitano.

### Servizio KTX
A partire dal 30 giugno 2014 la linea viene anche percorsa da 6 coppie di treni ad alta velocità KTX che partendo dall'aeroporto, fermano alla Geomam, e quindi, grazie a un'interconnessione presso la stazione di Susaek si immettono sulla linea Gyeongui per raggiungere la stazione di Seul, e quindi continuare sulla linea veloce verso Daejeon, Taegu e Pusan. Durante le Olimpiadi invernali di Pyeongchang 2018 il servizio KTX venne ulteriormente potenziato per fornire collegamenti diretti tra l'aeroporto di Incheon, la contea di Pyeongchang e la città di Gangneung attraverso la nuova linea Gyeonggang.
Nel marzo 2018 il servizio KTX sulla linea venne sospeso a causa del basso utilizzo. Nel settembre 2018 la sospensione divenne permanente.

### Servizio Espresso
Il servizio espresso non effettua alcuna fermata fra la stazione dell'Aeroporto di Incheon e la stazione di Seul. Viene utilizzato il treno della serie 2000.

## Biglietti
Per accedere alla linea AREX è necessario un biglietto diverso dalla rete di Seul. È tuttavia possibile usare i biglietti elettronici ricaricabili. Il costo di una corsa locale è di 3700 won, mentre sale a 13.300 won per il servizio espresso. Il costo è comunque competitivo rispetto ai 10.000 won dell'autobus o i 67.500 won di un taxi.

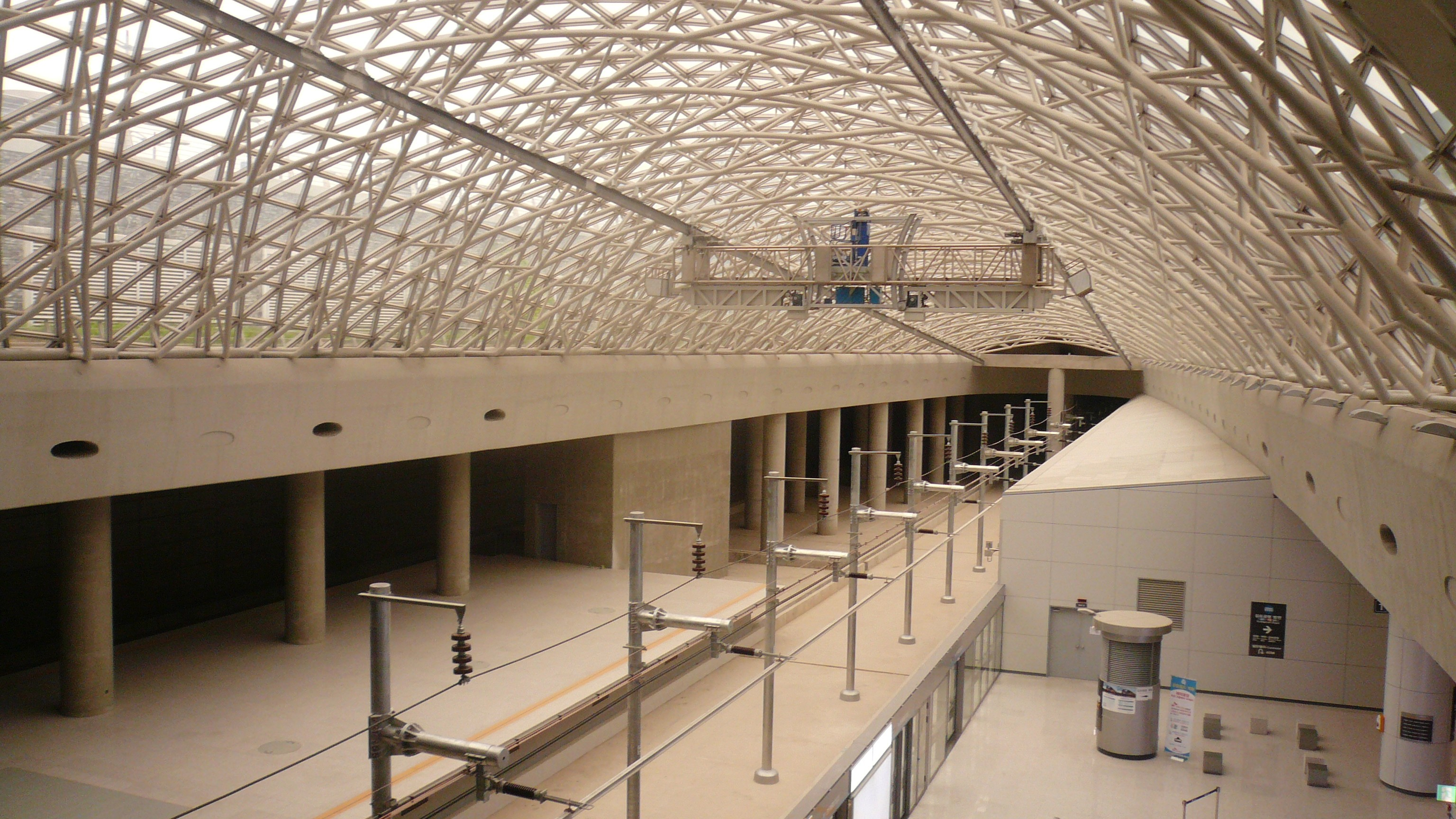
Vista della stazione Incheon Aeroporto

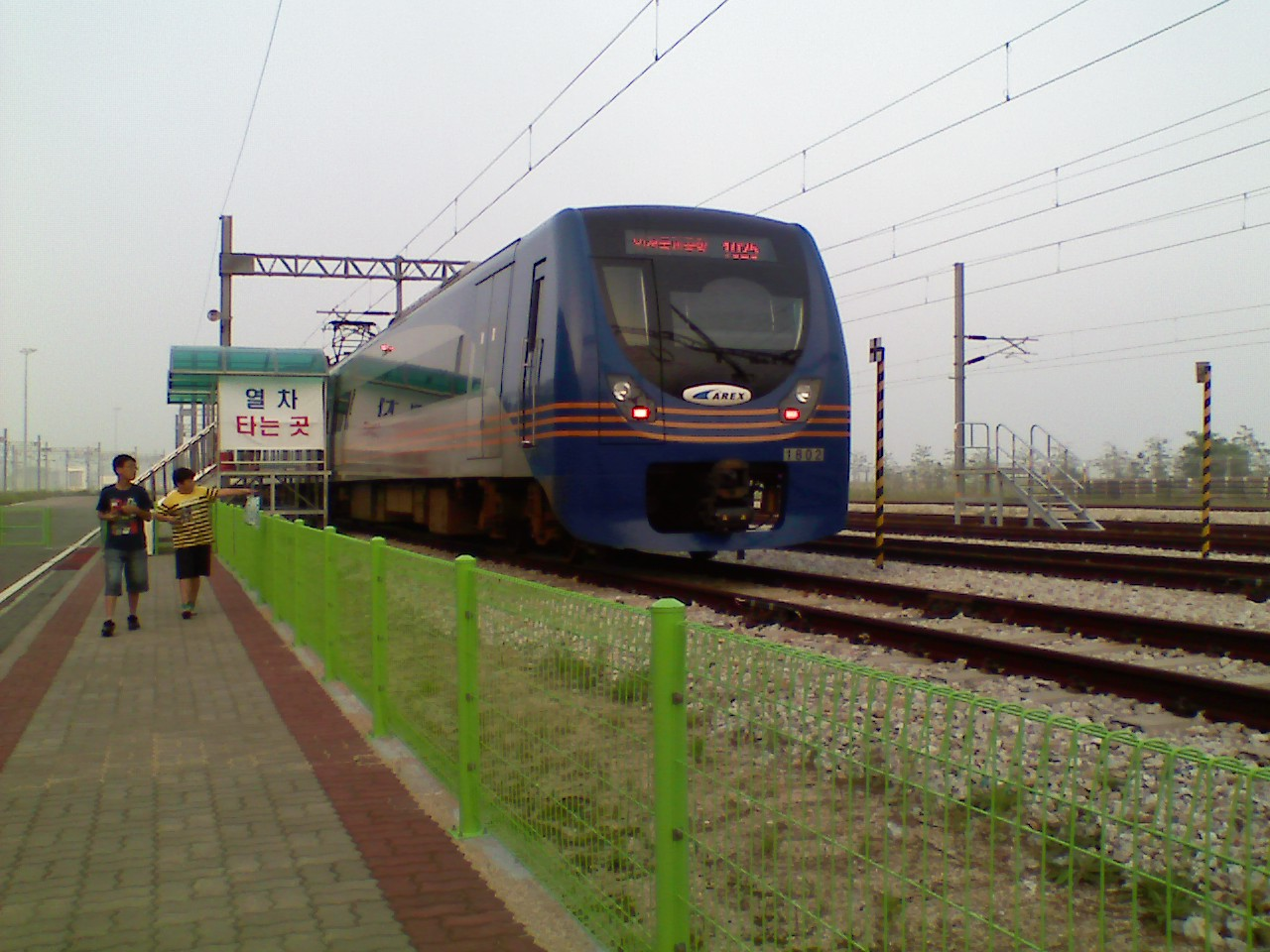
Un treno espresso della serie 1000

## Fermate
| Codice | Stazione               | Hangul           | Hanja         | Locale | Espresso | KTX (Abolito)      | Dist. interst.                                                    | Dist. totale                          | Interscambi                                |
| ------ | ---------------------- | ---------------- | ------------- | ------ | -------- | ------------------ | ----------------------------------------------------------------- | ------------------------------------- | ------------------------------------------ |
| A01    | Seul                   | 서울             | 서울          | ◉      | ◉        | ◉                  | 0,0                                                               | 0,0                                   | ● Linea 1 ● Linea 4 ■ Linea Gyeongui ■ KTX |
| A02    | Gongdeok               | 공덕             | 孔德          | ◉      |          | Via linea Gyeongui | 3,3                                                               | 3,3                                   | ● Linea 5 ● Linea 6 ■ Linea Gyeongui       |
| A03    | Hongdae-ipgu           | 홍대입구         | 弘大入口      | ◉      | 2,8      | Via linea Gyeongui | 6,1                                                               | ● Linea 2 ■ Linea Gyeongui (dal 2012) |                                            |
| A04    | Digital Media City     | 디지털미디어시티 | -             | ◉      | 3,4      | Via linea Gyeongui | 9,5                                                               | ● Linea 6 ■ Linea Gyeongui            |                                            |
| A41    | Magongnaru             | 마곡나루         | 麻谷나루      |        |          | 8.6                | 18.1                                                              | ● Linea 9                             |                                            |
| A05    | Gimpo Aeroporto        | 김포공항         | 金浦空港      | ◉      | 10,9     | 20,4               | ● Linea 5 ● Linea 9 ■ Linea Seohae (2021) ● Gimpo Goldline (2019) |                                       |                                            |
| A06    | Gyeyang                | 계양             | 桂陽          | ◉      | 6,6      | 27,0               | ● Linea 1 (Incheon)                                               |                                       |                                            |
| A07    | Geomam                 | 검암             | 黔岩          | ◉      | ◉        | 5,5                | 32,5                                                              | ● Linea 2 (Incheon)                   |                                            |
| A071   | Cheongna               | 청라             | 靑羅          | ◉      |          | 4,8                | 37,3                                                              |                                       |                                            |
| A072   | Yeongjong prevista     | 영종             | 永宗          | ◉      | 10,3     | 47,6               |                                                                   |                                       |                                            |
| A08    | Unseo                  | 운서             | 雲西          | ◉      | 18,6     | 51,1               |                                                                   |                                       |                                            |
| A09    | Incheon Cargo Terminal | 공항화물청사     | 空港貨物廳舍  | ◉      | 4,3      | 55,4               |                                                                   |                                       |                                            |
| A10    | Incheon Aeroporto      | 인천국제공항     | 仁川國際空港  | ◉      | ◉        | ◉                  | 2,6                                                               | 58,0                                  | ■ Incheon Maglev                           |
| A11    | Incheon Aeroporto T2   | 제2여객터미널    | 第2旅客터미널 | ◉      | ◉        | ◉                  | 5,8                                                               | 63,8                                  |                                            |
| -      | Yongyu prevista        | 용유             | 龍游          |        |          |                    | In costruz.                                                       | In costruz.                           | ■ Incheon Maglev                           |